# 拜耳-维立格氧化反应
拜尔－维立格氧化重排反应（英語：Baeyer-Villiger oxidation）是酮在过氧化物(如过氧化氢、过氧乙酸等)的氧化下，于羰基和一个邻近烃基之间插入一个氧原子，得到相应的酯的化学反应 。醛可以进行同样的反应，氧化的产物是相应的羧酸。
环酮发生反应会形成对应的内酯。

## 反应机理
从表面上看来，该反应仅是一个氧原子对碳-碳键进行的插入反应。事实上，该反应是一个典型的1,2-迁移反应，其机制与霍夫曼重排、频纳醇重排等是类似的。
首先，反应物的羰基被质子化（1），从而易于接受过氧酸的亲核进攻（2）。亲核加成的产物中带有一个氧鎓离子，其质子将较容易转移到邻近的氧原子上，形成克里格中间体（3）。随后，与原来过氧酸对应的羧酸从中间体离去，留下一个缺电子的氧正离子（4）。由于氧具有很高的电负性，缺电子的氧是不稳定的，酮上的一个取代基（这里是R2）协同地迁移到氧上形成酯（5），并很快脱去质子而得到最终产物（6）。(4)被认为是决速步。

### 立体电子效应
Baeyer-Villiger氧化反应的产物被认为是受立体电子效应控制的，该反应中的初级立体电子效应指的是过氧化物中的O-O键必须在迁移基团RM的反面，这一取向有利于迁移轨道的𝛔轨道与过氧基𝛔*轨道的最大重叠。次级立体电子效应指的是羟基氧上的孤对电子必须在迁移基团RM的反面，这一取向有利于氧上非键轨道与迁移基团RM的𝛔*轨道的最大重叠。反应中基团迁移的一步被认为（至少模拟分析如此）是由两或三个过氧酸单元协助的，使质子能够转移到目标位置。

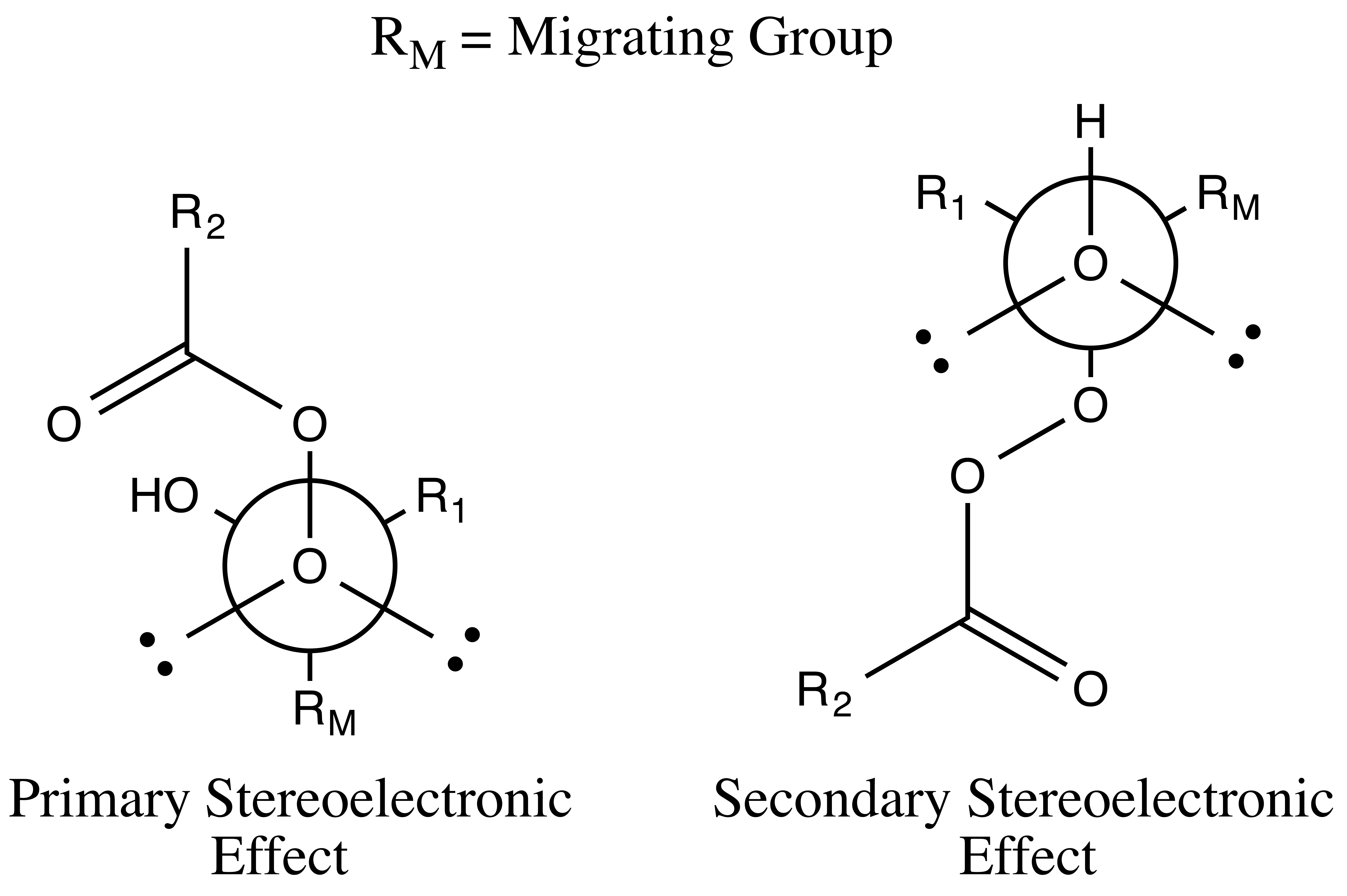
立体电子效应

基团迁移能力的顺序为：叔烷基 > 环己基 > 仲烷基 > 芳基 > 伯烷基。烯丙基发生迁移的能力介于伯烷基与仲烷基之间。取代基上的吸电子基团会降低迁移率，对于迁移能力的这种趋势有两种解释，第一种解释认为是克里格中间体过渡态分解时正电荷的聚积，被取代的程度越大，碳正离子的稳定性就越强，因此有叔基 > 仲基 > 伯基的趋势。

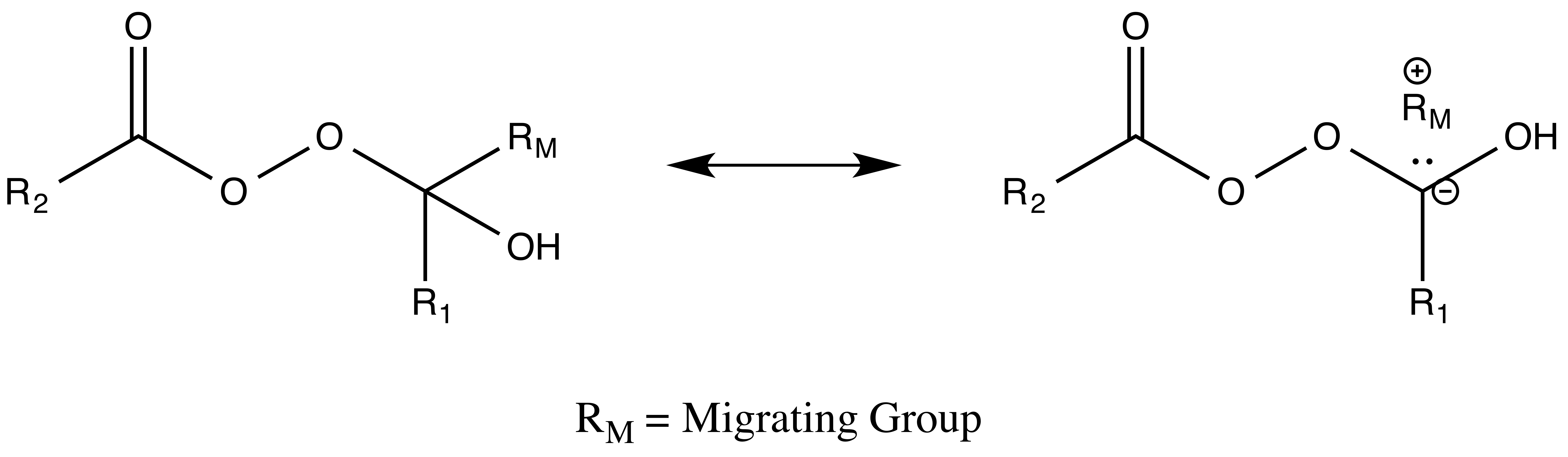
克里格中间体的共振式

另一种解释认为过渡态分子中的过氧基和非迁移取代基间存在邻位交叉效应，如果较大的基团在过氧基的反面，则形成酯上的取代基和过氧酸的羰基间的邻位交叉效应将减少。因此，大基团总是倾向于迁移到过氧基的反面。

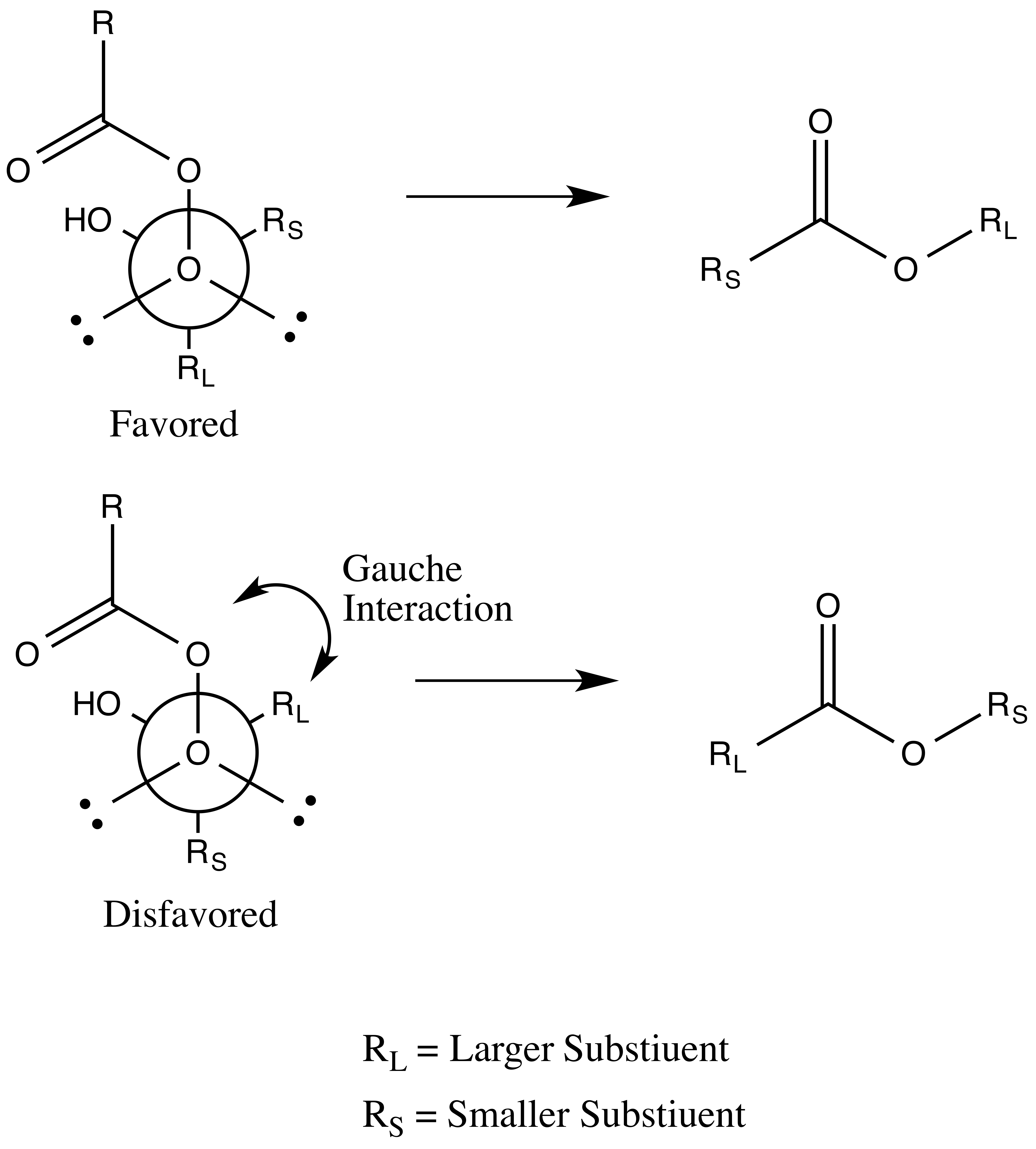
空间效应对迁移的影响

脂环酮中的迁移基团通常不会是伯烷基，不过，在使用CF3CO3H或BF3 + H2O2作为反应试剂的情况下，伯烷基可能会比仲、叔烷基更先发生迁移。

## 历史

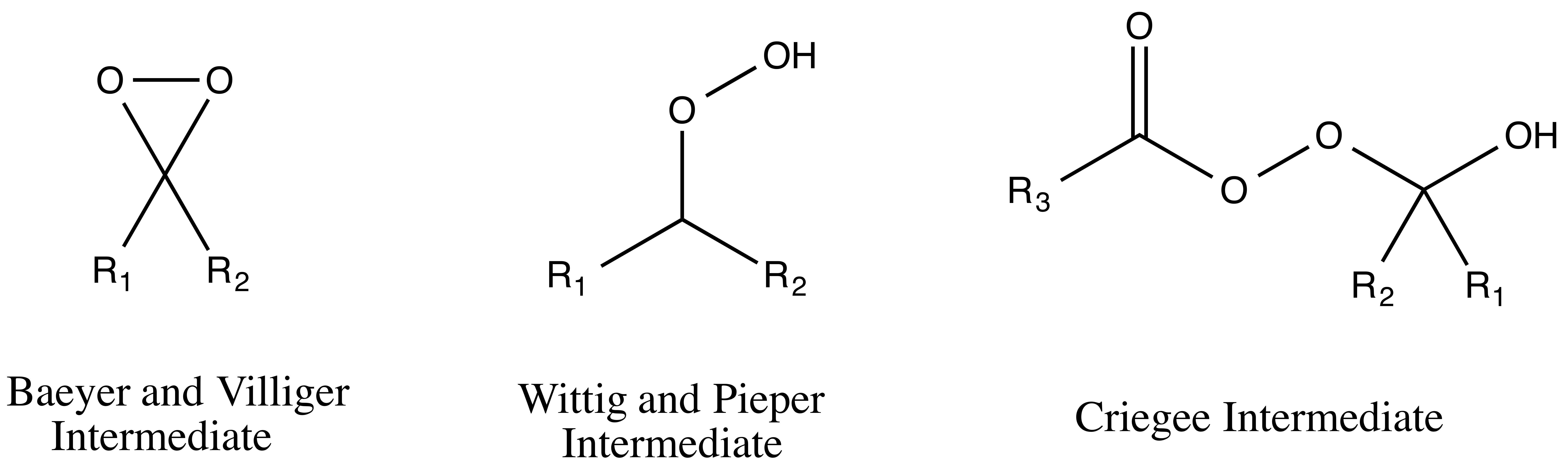
被提出的三种中间体

1899年，阿道夫·冯·拜耳和维克多·维立格首次发表了脂环酮，如薄荷酮、四氢香芹酮、樟脑与过一硫酸氧化形成内酯的研究报告，这一反应后来被命名为Baeyer-Villiger氧化反应。

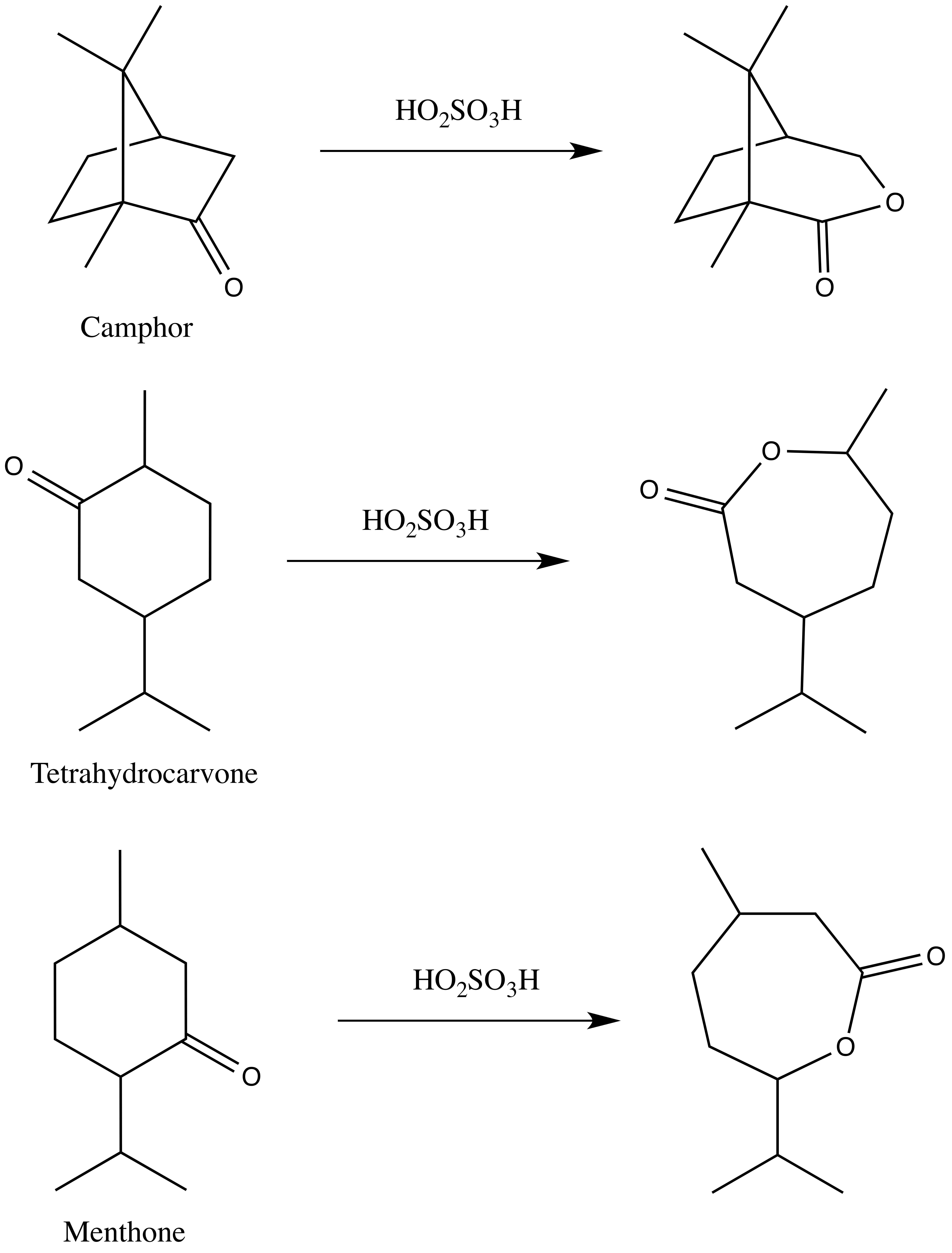
Baeyer与Villiger报道的反应

早期共提出了三种Baeyer-Villiger氧化反应的反应机理，在当时这三种机理都被认为是与相关动力学研究相符的。这三种反应机理可被分为过氧酸进攻的两条途径：羰基氧或碳。对氧进攻会得到两种可能的中间体——由阿道夫·冯·拜耳和维克多·维立格提出的过氧化酮中间体，以及由格奥尔格·维蒂希和古斯塔夫·皮珀提出的过氧化物中间体。对碳进攻则会得到由鲁道夫·克里格提出的克里格中间体。
1953年，威廉·冯·艾格斯多林和埃德温·多尔夫曼通过氧-18标记的二苯基甲酮进行Baeyer-Villiger氧化反应，阐明了该反应的机理。三种不同的机理理论上分别会得到不同位置的同位素标记产物：克里格中间体的标记仅出现在羰基氧上、过氧化物中间体的标记仅出现在酯结构的烷氧基上、过氧化酮中间体的标记同时会出现在上述二者位置（产物比例为1:1）。标记实验的结果是只观察到符合克里格中间体的产物，因此该路线也成为现今普遍认可的反应机理。

同位素标记实验的结果

## 立体化学
取代基的迁移不会改变原本的立体结构，即是立体保持的。

## 氧化剂
常用于Baeyer-Villiger氧化反应的氧化剂有间氯过氧苯甲酸（mCPBA）和三氟过氧乙酸（TFPAA）。总的趋势是，氧化剂的对应羧酸（或过氧化物中对应的醇）的pKa越低，反应性越强。常用的氧化剂反应性顺序为：
过氧化物的反应性远低于过氧酸，过氧化氢作氧化剂时甚至需要使用催化剂 。此外，使用有机过氧化物或过氧化氢时，也会产生更多的副反应。

## 局限性
由于反应中使用了过氧化物，因此会将不希望氧化的基团一并氧化。例如，底物中的烯烃（特别是富电子时）和胺，可能被氧化成环氧化合物。不过，已经有研究提出了保护官能团的方法，例如1962年，G. B. Payne在硒催化剂存在时使用过氧化氢将烯基酮氧化成环氧结构，而使用过氧乙酸则得到了酯结构。

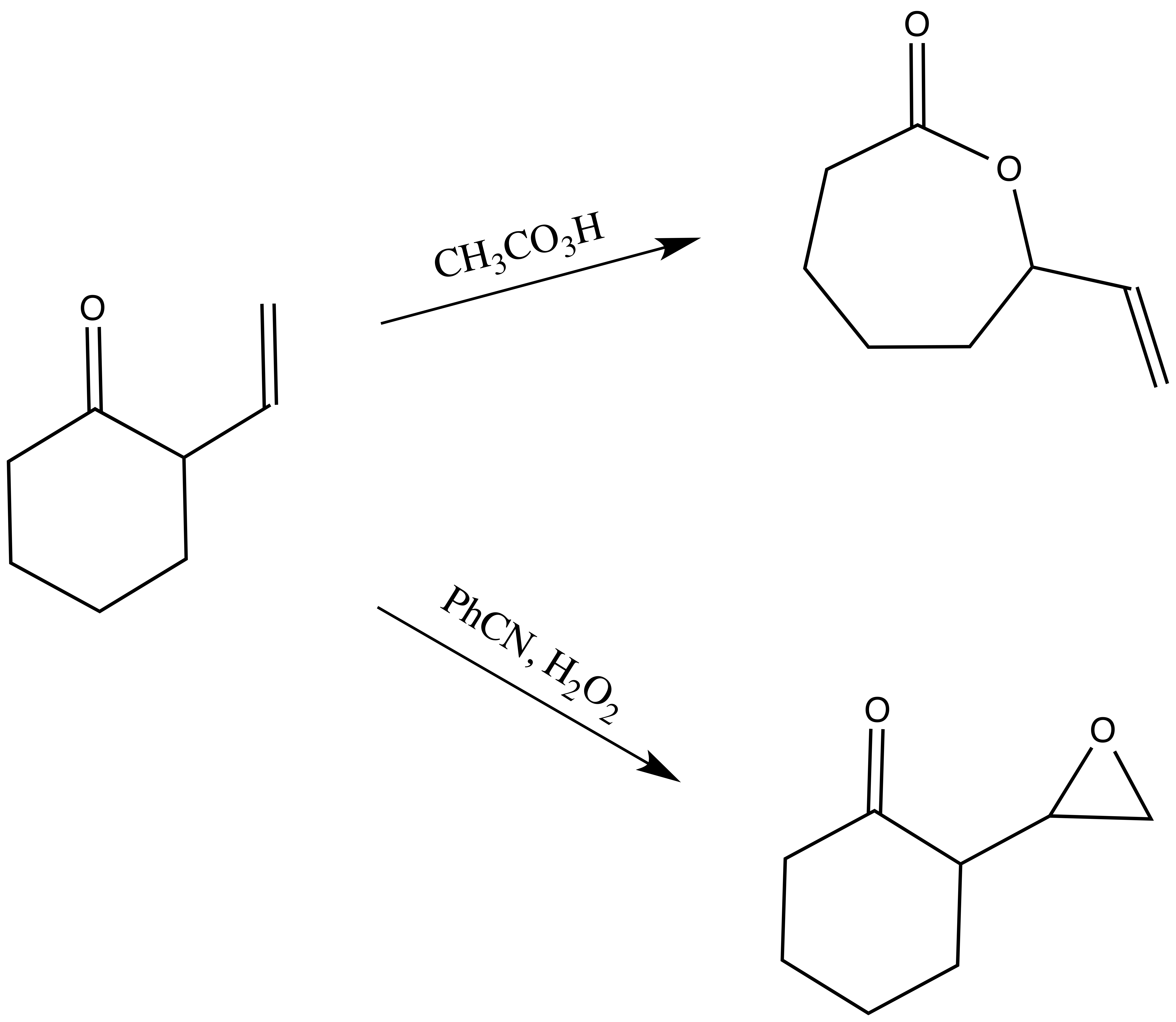
多个官能团时，不同的反应试剂可以得到不同的产物。

## 改性

### 催化Baeyer-Villiger氧化反应
使用过氧化氢/催化剂的反应更加环保，反应的副产物仅为水。据报道，使用苯亚硒酸衍生物作催化剂的反应表现出高选择性。固体路易斯酸催化剂，如锡硅分子筛也表现出高选择性，尤其是泡沸石Sn-β型和无定型Sn-MCM-41展现出完全选择性。

### 不对称Baeyer-Villiger氧化反应
有报道尝试用有机金属催化剂来进行对映选择性的Baeyer-Villiger氧化反应，第一个报告前手性酮氧化的研究使用分子氧氧化，含铜催化剂催化，其他的如铂、铝催化剂也见报告。

## Baeyer-Villiger单加氧酶

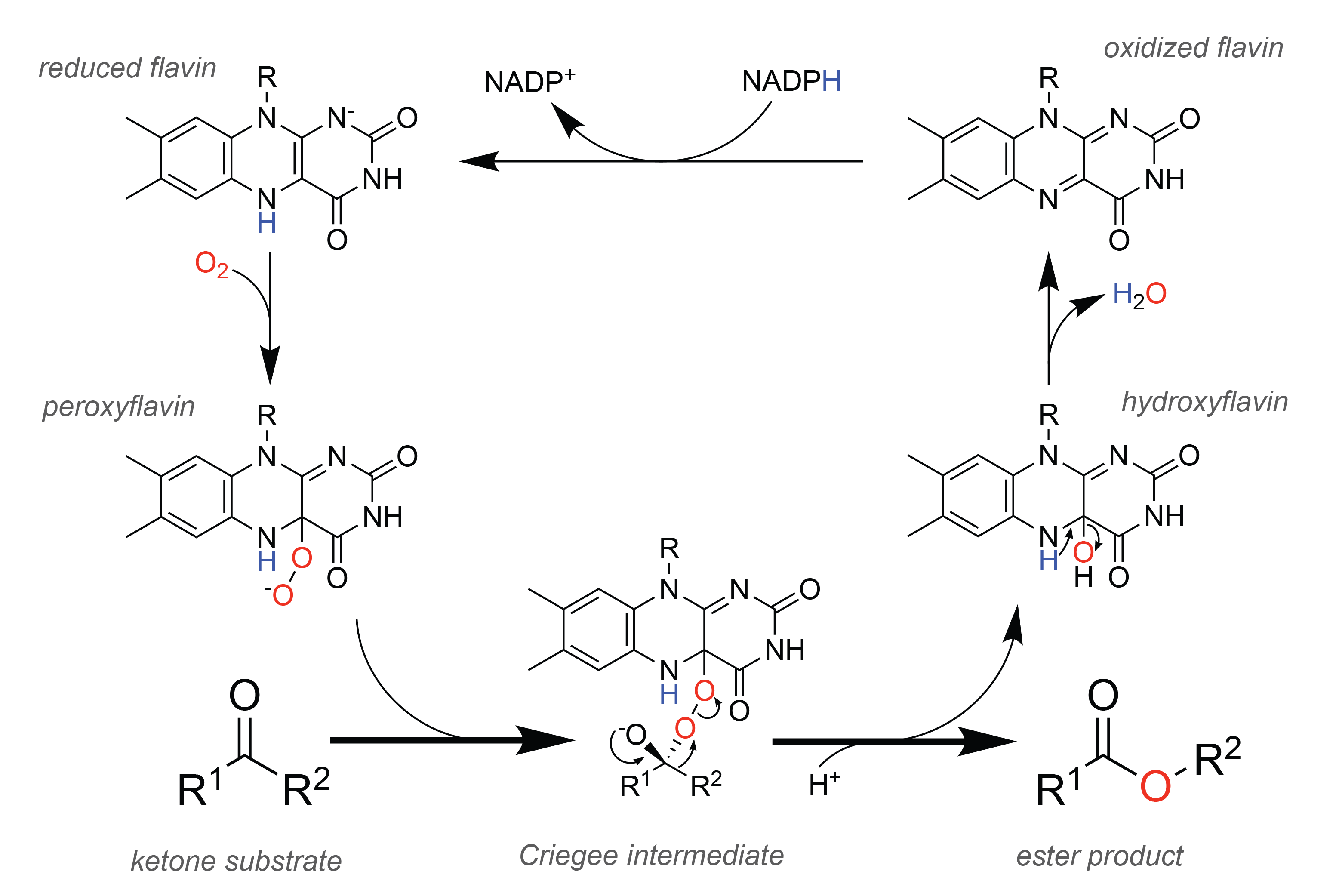
BVMO中黄素辅因子催化Baeyer-Villiger反应的机理。

在自然界中，被称为Baeyer-Villiger单加氧酶（BVMOs）的酶会进行类似化学反应的氧化过程。为了促进该反应，BVMO含有一种黄素腺嘌呤二核苷酸（FAD）辅因子。在催化循环中，细胞氧化还原当量的NADPH首先还原辅因子，使之随后与分子氧反应。产生的过氧黄素是底物氧化反应的催化剂，理论分析表明，该反应通过克里格中间体进行。重排后得到的羟基黄素会自发地脱水形成氧化黄素，完成催化循环。
BVMO与含黄素的单加氧酶（FMO）密切相关，这些酶也存在于人体中，在肝脏的前线代谢解毒系统中沿细胞色素P450单加氧酶发挥作用。人类FMO5被证明能够催化Baeyer-Villiger反应，因此该反应也可能发生在人体内。
BVMOs因其作为生物催化剂的潜力而被广泛研究，酶在有机合成中通常是更环保的选择。BVMO更有趣的地方是，除了能应用在催化特定反应外，还发现它的一些天然同系物具有非常大的底物范围（即反应性不限于单一的化合物）。由于许多BVMO的三维结构已经确定，它们可以进行大规模生产，也可以应用酶工程生产具有改善热稳定性、反应性的变种。另一个优点是它们经常能观察到区域/对映选择性，这得益于酶的活性位点内的催化过程中底物方向的空间控制。

## 应用

### Zoapatanol
Zoapatanol是一种生物活性分子，天然存在于被称作zeopatle的植物中，这种植物在墨西哥被用于制作诱导月经和分娩的茶。1981年,Vinayak Kane与Donald Doyle报道了zoapatanol的全合成，他们使用Baeyer-Villiger氧化反应构建内酯，该步是合成zoapatanol的关键步。

Kane与Doyle使用Baeyer-Villiger氧化反应合成zoapatanol

### 甾类

据报告称该转化为内酯的过程产率高达70-99%

2013年，Alina Świzdor报道了通过能产生BVMOs的真菌所诱导的Baeyer-Villiger氧化反应，该反应将脱氢表雄酮转化为抗癌剂睾内酯酮。

## 备注
1. ↑  primary stereoelectronic effect
2. ↑  secondary stereoelectronic effect
3. ↑  stereoretentive
4. ↑  stannosilicate，译名参考[24]
5. ↑  substrate scope